# Notitia Episcopatuum
Notitia Episcopatuum (plural en latín: Notitiae Episcopatuum) es el nombre dado a los documentos oficiales que proporcionaron, en los territorios del Imperio bizantino, listas de sedes metropolitanas, sedes arzobispales autocéfalas y diócesis sufragáneas divididas por provincia eclesiástica. Por extensión se usa este nombre para las listas que se conocen de otras Iglesias orientales posteriores.

## Contenido
En la Iglesia occidental los obispos y arzobispos se clasificaban según la antigüedad de su consagración, mientras que en África según su edad. En los patriarcados orientales el rango jerárquico de cada obispo se determinaba según la sede que ocupaba. Así, en el patriarcado de Constantinopla, el primer metropolitano no fue el ordenado por más tiempo, sino cualquiera que ocupó la sede de Cesarea en Capadocia. El segundo fue el arzobispo de Éfeso, y así sucesivamente. En cada provincia eclesiástica, por lo tanto, se determinó el rango de cada obispo, y se mantuvo sin cambios a menos que la lista se modificara posteriormente. El orden jerárquico incluía en primer lugar al patriarca, luego a los grandes metropolitanos (es decir, aquellos que tenían diócesis con sufragáneas), los metropolitanos autocéfalos, que no tenían sufragáneas y estaban directamente sujetos al patriarca. Luego vinieron los arzobispos que, aunque no diferían de los metropolitanos autocéfalos, ocuparon rangos jerárquicos más bajos que estos, y también dependían inmediatamente del patriarca, luego los obispos ordinarios y finalmente los obispos sufragáneos. No se sabe por quién se estableció este orden muy antiguo, pero es probable que, inicialmente, las sedes metropolitanas y los obispados simples se clasificaron según la fecha de fundación. El orden fue modificado más tarde sobre la base de consideraciones políticas y religiosas.
Las listas también contienen las diócesis titulares cuando se sigue nombrando un obispo, aunque con el tiempo deje de existir o pierda su importancia y mengue, e incluso cuando la diócesis dejó de tener cobertura territorial. Las listas se elaboraron completamente en idioma griego (excepto en las transcripciones) ya que tenían el carácter de documentos oficiales. 

## LasNotitiae
Los documentos principales, divididos por Iglesia, son:
- Patriarcado de Constantinopla, en orden cronológico:
  - La Ecthesis del pseudo-Epifanio, una versión de una Notitia Episcopatuum anterior (probablemente compilada por el patriarca Epifanio de Constantinopla bajo el reinado del emperador bizantino Justiniano I), escrita durante el reinado de Heraclio (circa 640);[1]
  - Una Notitia que se remonta a principios del siglo IX y difiere poco de la versión anterior;
  - La Notitia de Basilo el Armenio redactada entre 820 y 842;
  - La Notitia compilada por el emperador León VI el Sabio y por el patriarca Nicolás I el Místico entre 901 y 907, que modificó el orden jerárquico establecido en el siglo VII, pero que se vio perturbado por la incorporación de la provincia eclesiástica de Ilírico y el sur de Italia en el patriarcado bizantino;[2]
  - La Notitia de Constantino VII (circa 940). Llamada en las fuentes también Nea Taktika, porque constituyó la primera revisión de la Notitia de León VI;[3]
  - La Notitia de Juan I Tzimisces (circa 980);
  - La Notitia de Alejo I Comneno (circa 1084);
  - La Notitia de Nilo Doxapatris (1143);
  - La Notitia de Manuel I Comneno (circa 1170);[4]
  - La Notitia de Isaac II Ángelo (fines del siglo XII);
  - La Notitia de Miguel VIII Paleólogo (circa 1270);
  - La Notitia de Andrónico II Paleólogo (circa 1299);
  - La Notitia de Andrónico III Paleólogo (circa 1330).

La primera edición de las listas del patriarcado de Constantinopla fue realizada por el investigador alemán Gustav Parthey de 1866, editado por Theodor Mommsen (bilingüe), incluido el original griego con una traducción al latín. Lo más citado entre los teólogos e historiadores son las ediciones con comentarios del erudito suizo Heinrich Gelzer, quien es uno de los primeros investigadores de las listas. 
Todas estas Notitiae se publicaron en:
- Gelzer, Ungedruckte und ungenügend veröffentlichte Texte der Notitiae episcopatuum (Mónaco, 1900);
- Gelzer, Georgii Cyprii Descriptio orbis romani (Lipsia, 1890);
- Gelzer, Index lectionum Ienae (Jena, 1892);
- Parthey, Hieroclis Synecdemus (Berlín, 1866).

Los últimos trabajos son solo copias más o menos modificadas de la Notitia de León VI, y por lo tanto no representan la situación real, que había sido profundamente modificada por las invasiones islámicas en la región. Después de la conquista de Constantinopla por los turcos en 1453 se escribió otra Notitia, que describía la situación real (Gelzer, Ungedruckte Texte der Notitiae episcopatuum 613-37), y en esto se basan casi todos los escritos posteriores. El término Syntagmation es usado hoy por los griegos para estos documentos. 
La edición crítica de todo el corpus de Notitiae Episcopatuum del patriarcado de Constantinopla fue publicada por Jean Darrouzès en 1981 con el título: Notitiae episcopatuum Ecclesiae Constantinopolitanae: texte critique, introduction et notes.
- Patriarcado de Antioquía:
  - Solo una Notitia episcopatuum es conocida para el patriarcado de Antioquía, la Notitia Antiochena que data de la segunda mitad del siglo VI y fue elaborada por el patriarca Anastasio de Antioquía (quien gobernó el patriarcado dos veces entre 559 y 570 y entre 593 y 598). Fue publicada en 1884 en Estambul por M. Papadopoulos-Kerameus.[5]

- Otras Iglesias:

- El patriarcado de Jerusalén no tiene ninguna Notitia conocida.
- El patriarcado de Alejandría tampoco tiene una Notitia, aunque Gelzer ha recopilado documentos que pueden ayudar a llenar el vacío. De Rougé ha publicado un documento copto que aún no se ha estudiado.
- Para la Iglesia búlgara de Ohrid la lista de diócesis subordinadas al arzobispado autocéfalo en el momento de su creación en 1018-1020 está contenida en el diploma de creación por el emperador Basilio II.
- Otras Iglesias para las que se conoce la existencia de Notitiae son: la de Chipre, la de Serbia, la de Rusia y la de Georgia.